# Макаров, Владимир Иванович (геолог)
Мака́ров, Влади́мир Ива́нович (род. 28.12.1937 — 12.08.2011) — советский и российский геолог, доктор геолого-минералогических наук. Лауреат государственной премии Российской Федерации 1995 года. Заслуженный деятель науки Российской Федерации (2002 г.).

## Биография
Родился в многодетной казачьей семье. С золотой медалью окончил среднюю школу в Ростове-на-Дону (1955).
Окончил геологический факультет МГУ им. М. В. Ломоносова в 1960 г. В 1969 году под руководством Натальи Петровны Костенко защитил кандидатскую диссертацию, в 1990 — докторскую.
Работал во Всесоюзном аэро-геологическом тресте Министерства геологии СССР, преподавал на геологическом факультете МГУ, а также в геологическом институте.
С 1991 г. возглавлял лабораторию эндогенной геодинамики и новейшей тектоники Института геоэкологии РАН.

## Район работ
Памиро-Тяньшанский регион и смежные территории, Копетдаг, Кавказ, Балканский полуостров, Куба, Монголия, Вьетнам. Специалист в области неотектоники, геодинамики, сейсмотектоники, структурной неоформологии, четвертичной геологии, дистанционного зондирования. Автор более 150 публикаций, в том числе 16 монографий.